# Oliver Hazard Perry-klass
Oliver Hazard Perry-klass är en fregattklass utvecklad för USA:s flotta, namngiven efter sjöhjälten flottiljamiral Oliver Hazard Perry (1785-1819). 
Klassen är även känd under namnen Perry eller FFG-7 klass. Fartygsklassen utvecklades i USA på 1970-talet som ett eskortfartyg. 55 fartyg byggdes i USA, 51 för USA:s flotta och fyra byggdes för export till Australiens flotta. 
Åtta fartyg byggdes på licens i Taiwan, sex i Spanien och två i Australien för respektive lands flottor. Utrangerade amerikanska fartyg har sålts eller skänkts till flottorna i Bahrain, Egypten, Polen och Turkiet.
Det sista fartyget i aktiv amerikansk tjänst halade flaggan, 29 september 2015 på Naval Station Mayport i Florida, 38 år efter att det första fartyget hissade sin flagga.

## Fregatterna

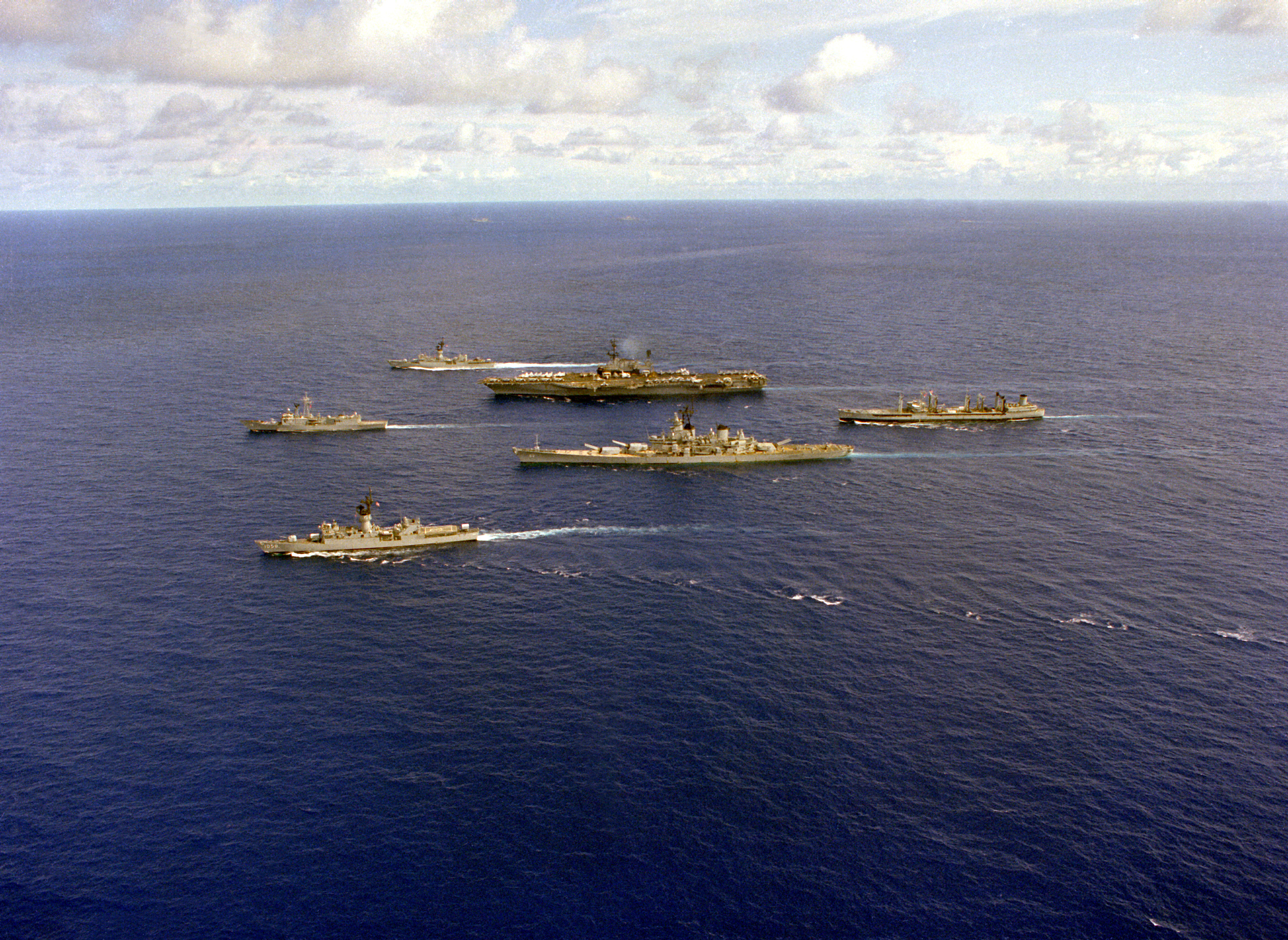
Fregatten USS John A. Moore (FFG-19) längst fram i mitt, framför hangarfartyget och slagskeppet, 7 juli 1983.

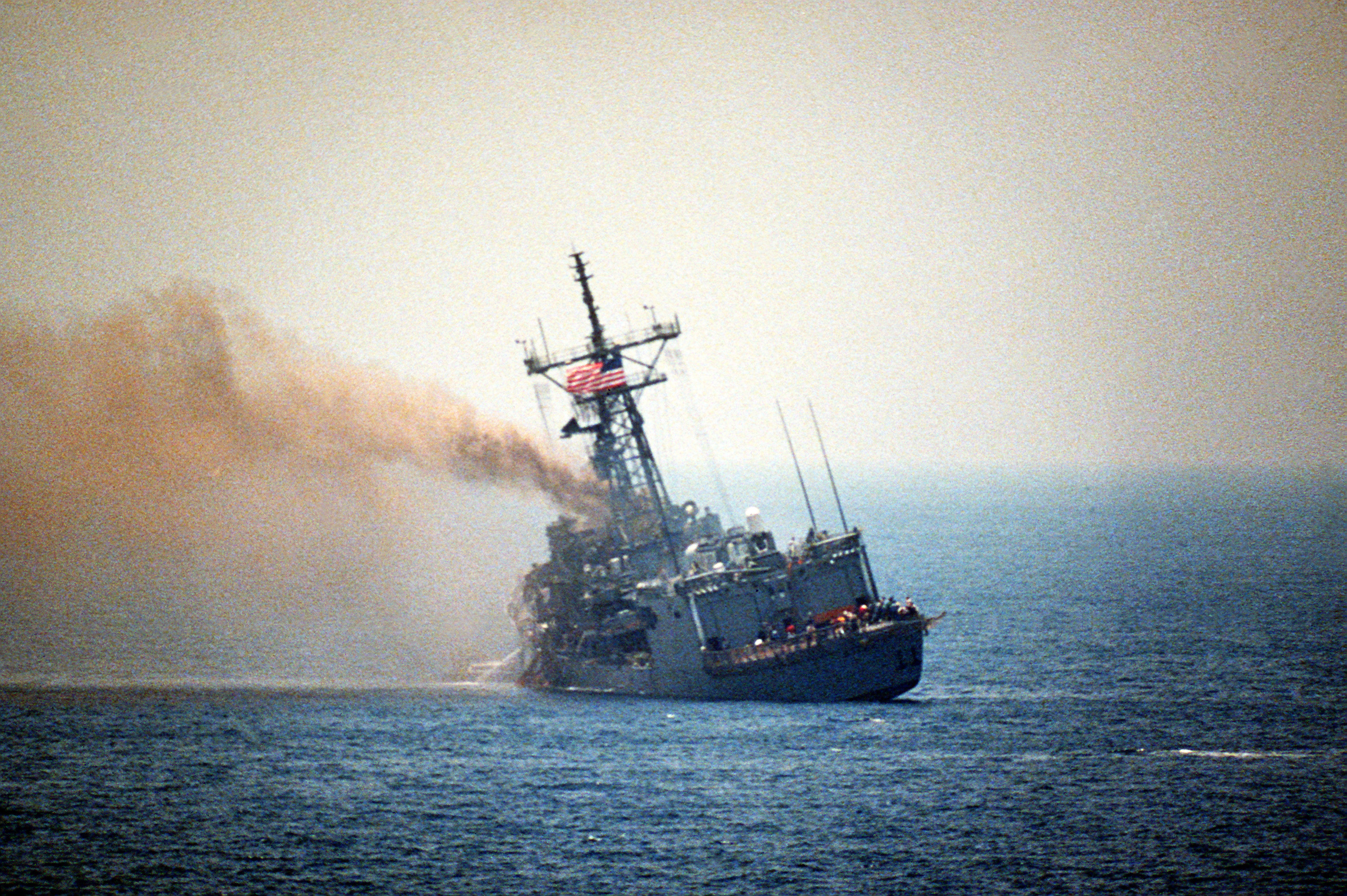
USS Stark (FFG-31) efter att ha träffats av två Exocet-robotar i Persiska gulfen den 17 maj 1987.

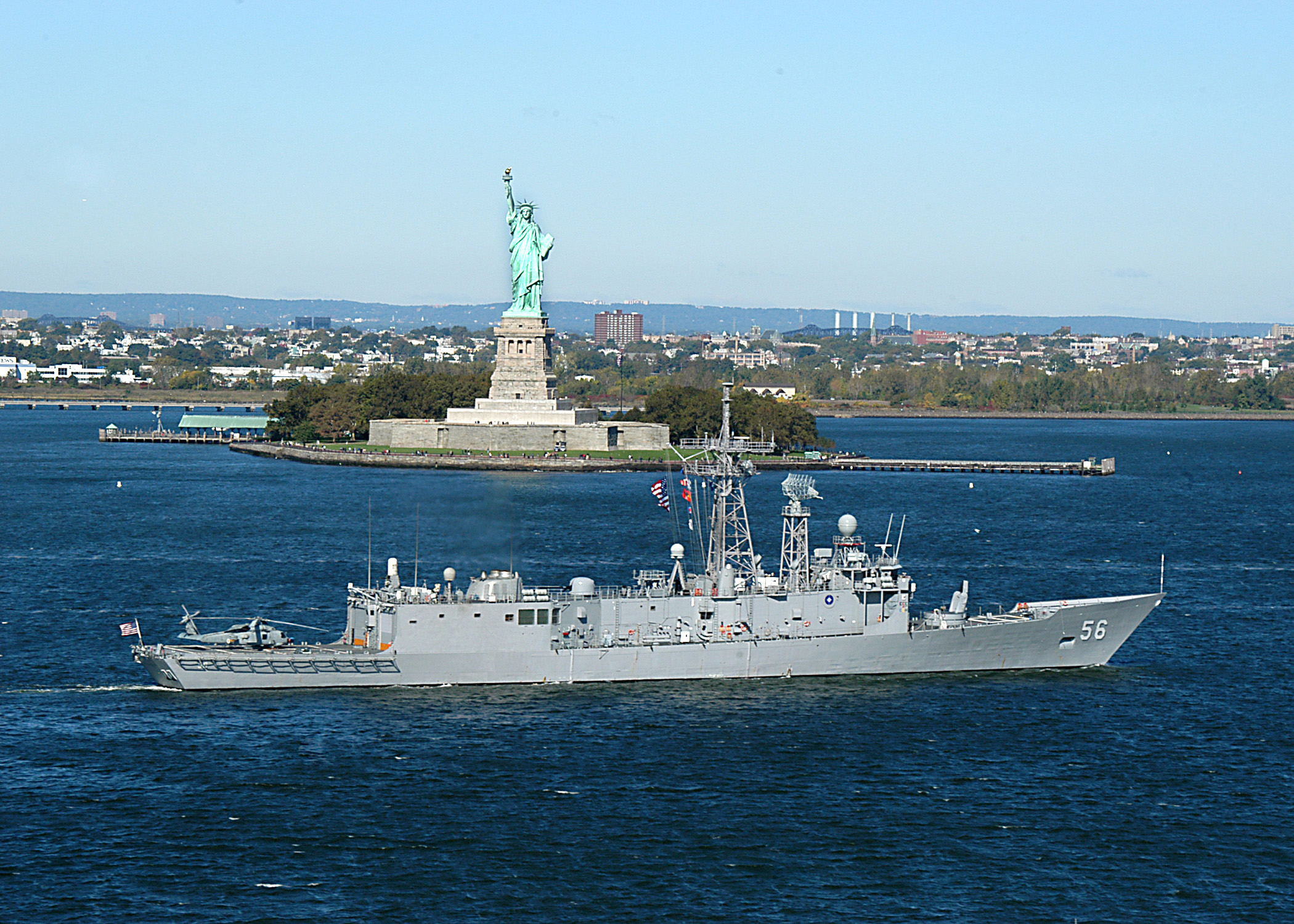
USS Simpson (FFG-56) passerar Liberty Island den 11 oktober 2004.

### Byggda i USA
| Fartygsnamn                                     | Skrov nummer | Varv                              | Rustad– Avrustad | Öde                                                   | Status |
| ----------------------------------------------- | ------------ | --------------------------------- | ---------------- | ----------------------------------------------------- | ------ |
| Oliver Hazard Perry                             | FFG-7        | Bath Iron Works                   | 1977-1997        | skrotad 21 april 2006                                 |        |
| McInerney                                       | FFG-8        | Bath Iron Works                   | 1979-            | Aktivt                                                |        |
| Wadsworth                                       | FFG-9        | Todd Pacific Shipyards, San Pedro | 1978-2002        | Överförd till Polen som ORP Gen. T. Kos'ciuszko (273) |        |
| Duncan                                          | FFG-10       | Todd Pacific Shipyards, Seattle   | 1980-1994        | Överförd till Turkiet som reservdelsskrov             |        |
| Clark                                           | FFG-11       | Bath Iron Works                   | 1980-2000        | Överförd till Polen som ORP Gen. K. Pulaski (272)     |        |
| George Philip                                   | FFG-12       | Todd, San Pedro                   | 1980-2003        | Skall skrotas                                         |        |
| Samuel Eliot Morison                            | FFG-13       | Bath Iron Works                   | 1980-2002        | Överförd till Turkiet som TCG Gokova (F 496)          |        |
| Sides                                           | FFG-14       | Todd, San Pedro                   | 1981-2003        | Skall skrotas                                         |        |
| Estocin                                         | FFG-15       | Bath Iron Works                   | 1981-2003        | Överförd till Turkiet som TCG Goksu (F 497)           |        |
| Clifton Sprague                                 | FFG-16       | Bath Iron Works                   | 1981-1995        | Överförd till Turkiet som TCG Gaziantep (F 490)       |        |
| Byggd för Australien som HMAS Adelaide (FFG 01) | FFG-17       | Todd, Seattle                     | 1980-2008        | Avrustad, skall sänkas som konstgjort rev.            |        |
| Byggd för Australien som HMAS Canberra (FFG 02) | FFG-18       | Todd, Seattle                     | 1981-2005        | Avrustad, skall sänkas som konstgjort rev.            |        |
| John A. Moore                                   | FFG-19       | Todd, San Pedro                   | 1981-2001        | Överförd till Turkiet som TCG Gediz (F 495)           |        |
| Antrim                                          | FFG-20       | Todd, Seattle                     | 1981-1996        | Överförd till Turkiet som TCG Giresun (F 491)         |        |
| Flatley                                         | FFG-21       | Bath Iron Works                   | 1981-1996        | Överförd till Turkiet som TCG Gemlik (F 492))         |        |
| Fahrion                                         | FFG-22       | Todd, Seattle                     | 1982-1998        | Överförd till Egypten som ''Sharm El-Sheik'' (F 901)  |        |
| Lewis B. Puller                                 | FFG-23       | Todd, San Pedro                   | 1982-1998        | Överförd till Egypten som Toushka (F 906)             |        |
| Jack Williams                                   | FFG-24       | Bath Iron Works                   | 1981-1996        | Överförd till Bahrain som Sabha (90)                  |        |
| Copeland                                        | FFG-25       | Todd, San Pedro                   | 1982-1996        | Överförd till Egypten som Mubarak (F 911)             |        |
| Gallery                                         | FFG-26       | Bath Iron Works                   | 1981-1996        | Överförd till Egypten som Taba (F 916)                |        |
| Mahlon S. Tisdale                               | FFG-27       | Todd, San Pedro                   | 1982-1996        | Överförd till Turkiet som TCG Gokceada (F 494)        |        |
| Boone                                           | FFG-28       | Todd, Seattle                     | 1982-            | Naval Reserve Force sedan 1998                        |        |
| Stephen W. Groves                               | FFG-29       | Bath Iron Works                   | 1982-            | Naval Reserve Force sedan 1997                        |        |
| Reid                                            | FFG-30       | Todd, San Pedro                   | 1983-1998        | Överförd till Turkiet som TCG Gelibolu (F 493)        |        |
| Stark                                           | FFG-31       | Todd, Seattle                     | 1982-1999        | Skall skrotas                                         |        |
| John L. Hall                                    | FFG-32       | Bath Iron Works                   | 1982-            | Aktivt                                                |        |
| Jarrett                                         | FFG-33       | Todd, San Pedro                   | 1983-            | Aktivt                                                |        |
| Aubrey Fitch                                    | FFG-34       | Bath Iron Works                   | 1982-1997        | Skall skrotas                                         |        |
| Byggd för Australien som HMAS Sydney (FFG 03)   | FFG-35       | Todd, Seattle                     | 1983-            | Aktivt                                                |        |
| Underwood                                       | FFG-36       | Bath Iron Works                   | 1983-            | Aktivt                                                |        |
| Crommelin                                       | FFG-37       | Todd, Seattle                     | 1983-            | Naval Reserve Force sedan 2003                        |        |
| Curts                                           | FFG-38       | Todd, San Pedro                   | 1983-            | Naval Reserve Force sedan 1998                        |        |
| Doyle                                           | FFG-39       | Bath Iron Works                   | 1983-            | Naval Reserve Force sedan 2002                        |        |
| Halyburton                                      | FFG-40       | Todd, Seattle                     | 1983-            | Aktivt                                                |        |
| McClusky                                        | FFG-41       | Todd, San Pedro                   | 1983-            | Naval Reserve Force sedan 2002                        |        |
| Klakring                                        | FFG-42       | Bath Iron Works                   | 1983-            | Naval Reserve Force sedan 2002                        |        |
| Thach                                           | FFG-43       | Todd, San Pedro                   | 1984-            | Aktivt                                                |        |
| Byggd för Australien som HMAS Darwin (FFG 04)   | FFG-44       | Todd, Seattle                     | 1984-            | Aktivt                                                |        |
| Dewert                                          | FFG-45       | Bath Iron Works                   | 1983-            | Aktivt                                                |        |
| Rentz                                           | FFG-46       | Todd, San Pedro                   | 1984-            | Aktivt                                                |        |
| Nicholas                                        | FFG-47       | Bath Iron Works                   | 1984-            | Aktivt                                                |        |
| Vandegrift                                      | FFG-48       | Todd, Seattle                     | 1984-            | Aktivt                                                |        |
| Robert G. Bradley                               | FFG-49       | Bath Iron Works                   | 1984-            | Aktivt                                                |        |
| Taylor                                          | FFG-50       | Bath Iron Works                   | 1984-            | Aktivt                                                |        |
| Gary                                            | FFG-51       | Todd, San Pedro                   | 1984-            | Aktivt                                                |        |
| Carr                                            | FFG-52       | Todd, Seattle                     | 1985-            | Aktivt                                                |        |
| Hawes                                           | FFG-53       | Bath Iron Works                   | 1985-            | Aktivt                                                |        |
| Ford                                            | FFG-54       | Todd, San Pedro                   | 1985-            | Aktivt                                                |        |
| Elrod                                           | FFG-55       | Bath Iron Works                   | 1985-            | Aktivt                                                |        |
| Simpson                                         | FFG-56       | Bath Iron Works                   | 1985-2015        | Avförd, kan exporteras.                               |        |
| Reuben James                                    | FFG-57       | Todd, San Pedro                   | 1986-            | Aktivt                                                |        |
| Samuel B. Roberts                               | FFG-58       | Bath Iron Works                   | 1986-            | Aktivt                                                |        |
| Kauffman                                        | FFG-59       | Bath Iron Works                   | 1987-            | Aktivt                                                |        |
| Rodney M. Davis                                 | FFG-60       | Todd, San Pedro                   | 1987-            | Naval Reserve Force sedan 2002                        |        |
| Ingraham                                        | FFG-61       | Todd, San Pedro                   | 1989-            | Aktivt                                                |        |

### Byggda i Australien

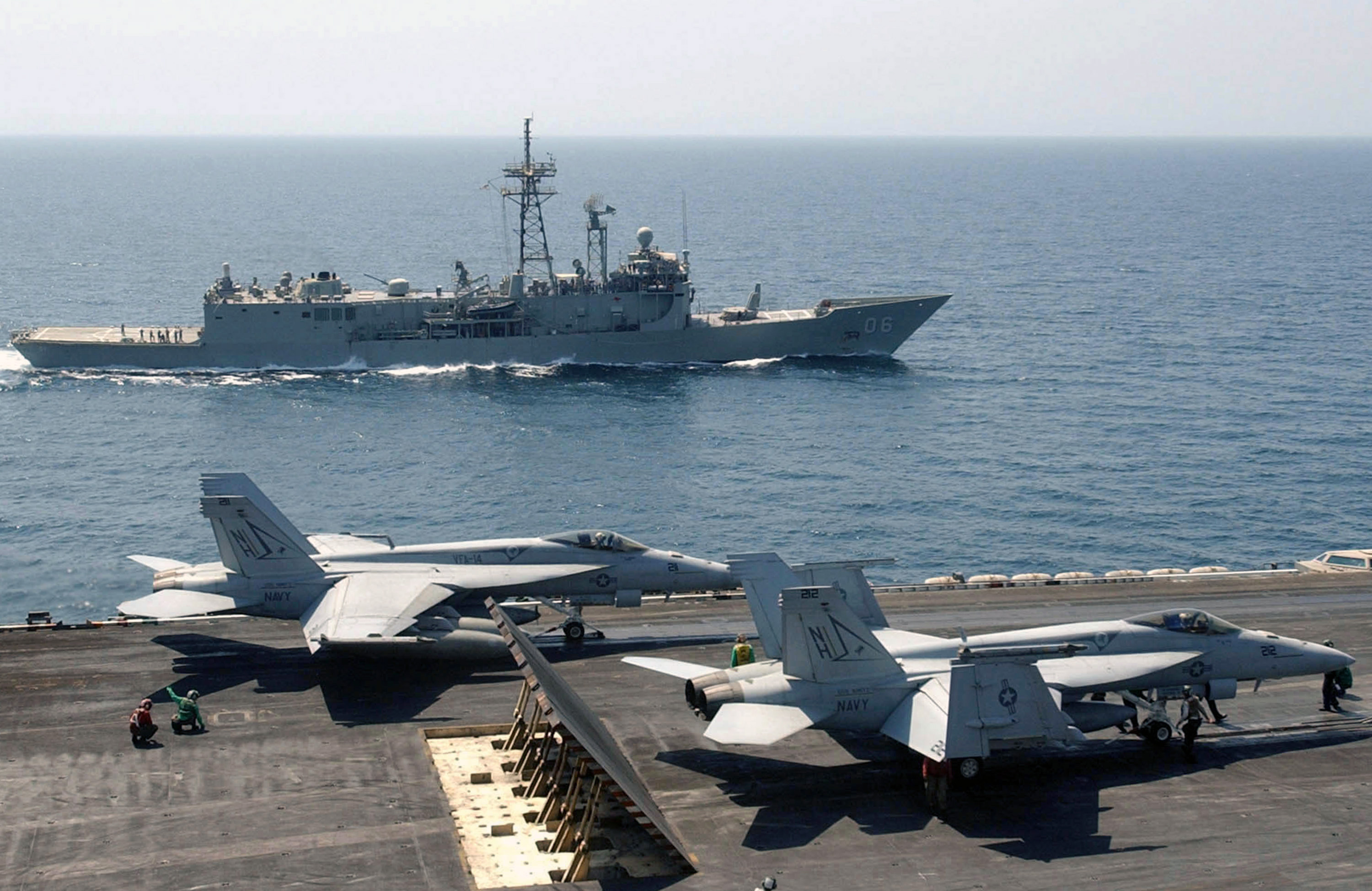
HMAS Newcastle sedd från i Persiska viken, 9 september 2005.

| Fartygsnamn    | Skrov nummer | Varv                                                                        | Rustad– Avrustad | Öde                          | Status |
| -------------- | ------------ | --------------------------------------------------------------------------- | ---------------- | ---------------------------- | ------ |
| HMAS Melbourne | FFG 05       | Australian Marine Engineering Consolidated (AMECON), Williamstown, Victoria | 1992-2019        | Såld till Chiles flotta 2020 |        |
| HMAS Newcastle | FFG 06       | AMECON, Williamstown                                                        | 1993-2019        | Såld till Chiles flotta 2020 |        |

### Byggda i Spanien

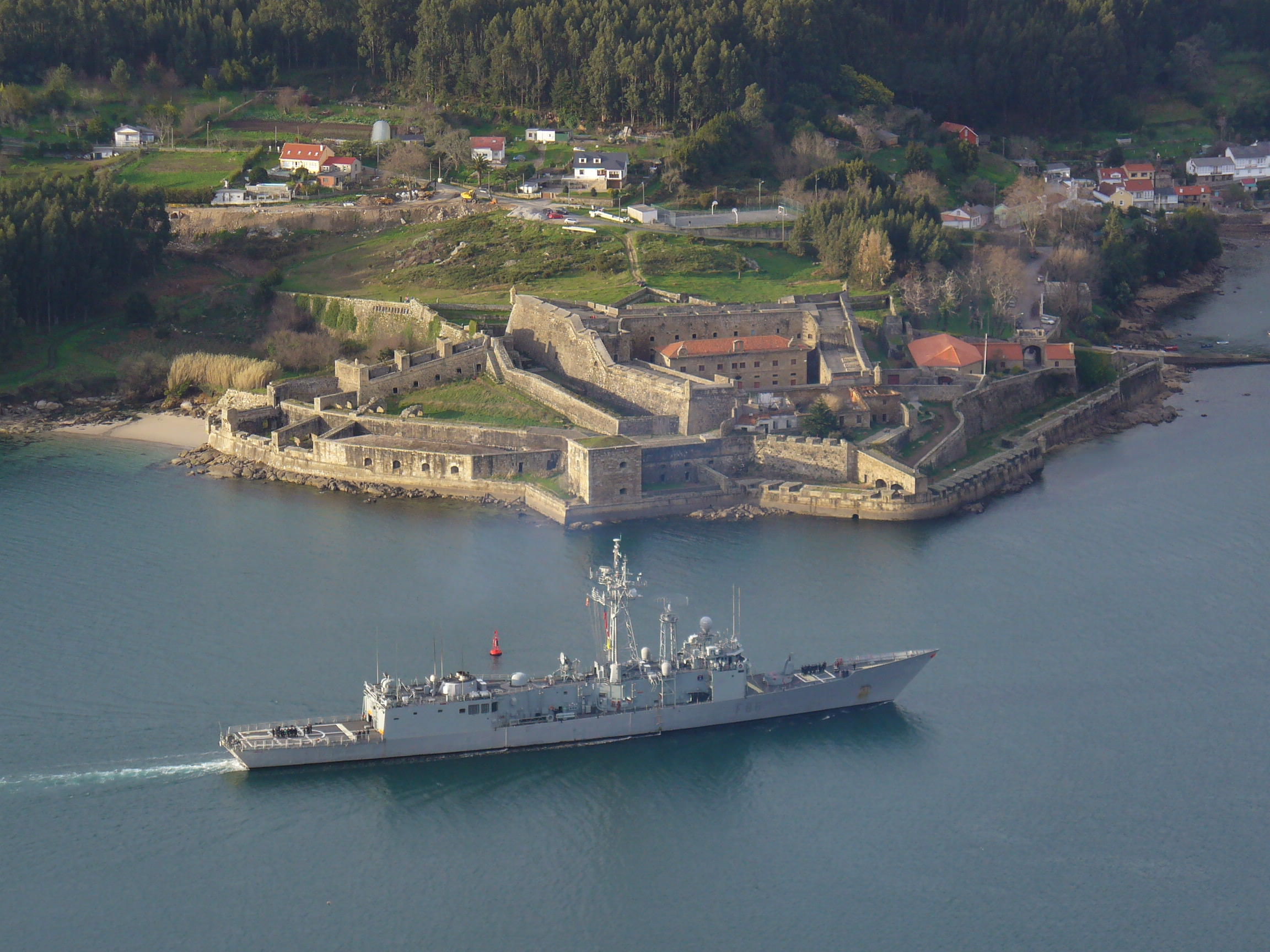
SPS Canarias passerar Castillo de San Felipe utanför Ferrol, 25 februari 2007.

| Fartygsnamn     | Skrov nummer | Varv          | Rustad– Avrustad | Öde    | Status |
| --------------- | ------------ | ------------- | ---------------- | ------ | ------ |
| SPS Santa María | F81          | Bazan, Ferrol | 1986-            | Aktivt |        |
| SPS Victoria    | F82          | Bazan, Ferrol | 1987-            | Aktivt |        |
| SPS Numancia    | F83          | Bazan, Ferrol | 1989-            | Aktivt |        |
| SPS Reina Sofía | F84          | Bazan, Ferrol | 1990-            | Aktivt |        |
| SPS Navarra     | F85          | Bazan, Ferrol | 1994-            | Aktivt |        |
| SPS Canarias    | F86          | Bazan, Ferrol | 1995-            | Aktivt |        |

### Byggda i Taiwan
| Fartygsnamn      | Skrov nummer | Varv                                  | Rustad– Avrustad | Öde    | Status |
| ---------------- | ------------ | ------------------------------------- | ---------------- | ------ | ------ |
| ROCS Cheng Kung  | FFG-1101     | China Shipbuilding, Kaohsuing, Taiwan | 1993-            | Aktivt |        |
| ROCS Cheng Ho    | FFG-1103     | China Shipbuilding, Kaohsuing, Taiwan | 1994-            | Aktivt |        |
| ROCS Chi Kuang   | FFG-1105     | China Shipbuilding, Kaohsuing, Taiwan | 1995-            | Aktivt |        |
| ROCS Yueh Fei    | FFG-1106     | China Shipbuilding, Kaohsuing, Taiwan | 1996-            | Aktivt |        |
| ROCS Tzu I       | FFG-1107     | China Shipbuilding, Kaohsuing, Taiwan | 1997-            | Aktivt |        |
| ROCS Pan Chao    | FFG-1108     | China Shipbuilding, Kaohsuing, Taiwan | 1997-            | Aktivt |        |
| ROCS Chang Chien | FFG-1109     | China Shipbuilding, Kaohsuing, Taiwan | 1998-            | Aktivt |        |
| ROCS Tian Dan    | FFG-1110     | China Shipbuilding, Kaohsuing, Taiwan | 2004-            | Aktivt |        |